# Spinnerette (álbum)
Spinnerette es el álbum debut homónimo de la banda Spinnerette. Fue lanzado el 17 de julio del 2009, por Anthem Records. El 9 de junio, Spinnerette publicó el álbum completo para escuchar en su página oficial en MySpace.

## Lista de canciones
1. "Ghetto Love" - 3:55
2. "All Babes Are Wolves" - 2:30
3. "Cupid" - 4:21
4. "Geeking" 4:13
5. "Baptized by Fire" - 4:35
6. "A Spectral Suspension" - 2:52
7. "Distorting a Code" - 4:06
8. "Sex Bomb" - 3:46
9. "Driving Song" - 4:30
10. "Rebellious Palpitations" - 2:40
11. "The Walking Dead" - 5:45
12. "Impaler" - 2:33
13. "A Prescription for Mankind" - 8:11

## Posicionamiento
| Listas (2009)                         | Posición |
| ------------------------------------- | -------- |
| U.S. Billboard Top Heatseekers        | 20       |
| U.S. Billboard Top Independent Albums | 41       |